# Mercedes-Benz M123
Сімейство двигунів M123 являло собою рядні шестициліндрові двигуни від Mercedes-Benz, який використовувався з 1976 по 1984 роки в моделях серії W123 250 і 250 T. Він замінив 6-циліндрові двигуни M180 в 230 і M130 в 250 (2,8 літра.) версії із серії W114.
На заміну двигуну M123 прийшов M103, представлений у 1984 році з серією M124.

## характеристики
Як і M180, M123 має лише чотири підшипники колінчастого вала, а його масляний насос, паливний насос і розподільник приводяться в рух ще одним валом, нахиленим у передній частині двигуна, який, у свою чергу, приводиться в рух через зірочку та косозубу зубчасту пару.
На відміну від спареної відстані між циліндрами M180, M123 однакова, як у M130. Таким чином, замість каналів охолодження, прокладених між циліндрами, прорізи в перегородках циліндрів проходять через систему охолодження.
Двигун має один верхній розподільний вал (SOHC), який приводиться в рух ланцюгом. Вертикальні підвісні клапани розташовані в два ряди, керуються коромислами. Як і у M115, вхідний і вихідний отвір знаходяться з правого боку двигуна. У головці блоку циліндрів є (з лівого боку двигуна) заглиблена камера згоряння (з плоским поршневим вінцем), в якій розташовані випускний клапан і свічка запалювання, а решта (з правого боку) утворює зона хлюпання, призначена для завихрення суміші палива та повітря в камері згоряння.
Паливно-повітряна суміш створювалася карбюратором Solex 4A1. Він двореєстровий, як і у попередньої моделі W114. Це означає, що кожен із двох комплектів змішувальних систем живить три циліндри, і кожен із цих двох комплектів складається з першої відносно невеликої змішувальної системи для холостого ходу та другої, більшої змішувальної системи для більшого навантаження та вищих швидкостей. На холостому ході та приблизно до однієї третини навантаження лише менша трубка кожного комплекту механічно керується педаллю акселератора, тоді як друга трубка кожного комплекту вмикається вакуумним елементом лише за високого навантаження та високої швидкості двигуна. Усі чотири (2 х 2) трубки забезпечуються паливом центральною поплавковою камерою. Двигун оснащений лінією подачі бензину та лінією повернення бензину (що зазвичай було більш характерним для двигунів з упорскуванням палива), що забезпечує ефект охолодження, який захищає від парових пробок, які можуть спричинити неприємні проблеми із запуском у спекотну погоду.
Відносно тиха робота M123 була затьмарена високим споживанням бензину, хоча двигун фактично досяг своєї найважливішої мети розвитку — став більш економічним, ніж карбюраторні моделі 280.

## Погляд на клієнта, подальший розвиток, відмова
Хоча решта двигунів серії 123 була задовільно запозичена від попередника, M123 не зовсім переконав клієнтів марки[джерело?], хоча це єдиний движок, нещодавно розроблений для цієї серії.
У 1979 році двигун був вперше модернізований і потужність зросла з 95 кВт (129 PS; 127 к. с.) до 103 кВт (140 PS; 138 к. с.) . Але особливо після запуску нового чотирициліндрового M102 у моделях 200 і 230 E, інтерес клієнтів різко впав, оскільки M102 робив майже все краще, а споживання бензину було значно нижчим.
У жовтні 1981 року двигун був додатково доопрацьований для підвищення економічності шляхом зміни камер згоряння в головці блоку циліндрів.
У 1982 році універсал припинили випускати з M123 (250 т). І хоча двигун випускався до 1985 року в седані (250), помітної ролі в продажах він більше не грав.
Пряма заміна M123, 2,6-літровий варіант M103 (починаючи з 1984 року), був суттєво кращим у всіх відношеннях: цей двигун не тільки був дешевшим у виробництві, легшим і набагато економнішим, він працював сильно плавніше, а також мав більше потужності та підвищену жвавість обертів порівняно з більш спокійним M123.
Більше ніж через 30 років після своєї появи, M123 тепер вважається класичним двигуном Mercedes-Benz.[джерело?]
Потужний, але складний у своїй конструкції карбюратор Solex 4A1 сьогодні вважається складним для ремонту та налаштування. Залишаючи осторонь деякі специфічні недоліки, будь-який подвійний карбюратор можна вважати найскладнішим пристроєм для створення суміші палива та повітря, який широко використовується в легкових автомобілях. З поширеністю трикомпонентного каталітичного нейтралізатора (потрібне певне співвідношення повітря і палива) карбюратори з подвійним реєстром вийшли з ужитку і були тимчасово замінені простішими карбюраторами з електронним керуванням, а потім, нарешті, системами вприскування палива, які є більш надійними в довгостроковій перспективі та можуть бути легко замінені. підтримується.

## M123.920
M123.920 був 2,5 л (2 525 см3) двигун з діаметром циліндрів і робочим ходом 86 мм × 72,45 мм (3,39 дюйм × 2,85 дюйм). Вихідна потужність була 96 кВт (131 PS; 129 к. с.) при 5500 об/хв, крутний момент 196 Н⋅м (145 фунт⋅фут) при 3500 об/хв. 1976 — вересень 1979 року.
Застосування:
- 1976—1979 250
- 1976—1979 250Т
- 1979—1985 250 довгих (база 3,425 мм (0,1348 дюйм))
- 1976—1979 250 шасі з подовженою базою

## M123.921
Переглянута версія M123.921 також являла собою 2,5 л (2 525 см3) двигун. Вихідна потужність склала 104 кВт (141 PS; 139 к. с.) при незмінних 5500 об/хв, крутний момент 200 Н⋅м (148 фунт⋅фут) при 3500 об/хв. Вересень 1979 — грудень 1985.
Застосування:
- 1979—1985 250
- 1979—1985 250т
- 1979—1985 250 довгих (база 3,425 мм (0,1348 дюйм))
- 1979—1985 250 шасі з подовженою базою (3,425 мм (0,1348 дюйм))